# آرثر ريتشاردز (لاعب كريكت)
آرثر ريتشاردز (20 فبراير 1865 في المملكة المتحدة - 29 نوفمبر 1930 في المملكة المتحدة) (بالإنجليزية: Arthur Richards)‏ هو لاعب كريكت بريطاني وبريطاني (وحمل سابقاً جنسية المملكة المتحدة لبريطانيا العظمى وأيرلندا). لعب مع نادي مقاطعة هامبشاير للكريكت ‏.

## وصلات خارجية
- آرثر ريتشاردز على موقع إي آس بي آن كريك إنفو (الإنجليزية)